# Dračevac Ninski
Dračevac Ninski – wieś w Chorwacji, w żupanii zadarskiej, w gminie Poličnik. W 2011 roku liczyła 280 mieszkańców.